# Takehiko Inoue
Takehiko Inoue (井上 雄彦?, Inoue Takehiko; Ōkuchi, 12 gennaio 1967) è un fumettista giapponese.
È noto principalmente per le serie Slam Dunk e Vagabond, che sono due dei manga più venduti della storia. Molte delle sue opere presentano il basket, difatti lo stesso Inoue è un grande fan di questo sport. Nel 2012 gli è stato assegnato il primo Premio Culturale agli Asia Cosmopolitan Award.

## Biografia

### Formazione
Inoue è nato a Isa e fin da bambino amava disegnare. Durante le scuole elementari e medie, Inoue si unì ai club di kendō e basket diventando capitano di questi ultimi. Nel suo terzo anno alla scuola superiore di Oguchi della prefettura di Kagoshima, Inoue ha frequentato un corso estivo in una scuola preparatoria artistica con l'intenzione di iscriversi a un'università d'arte, ma dato che queste erano troppo costose ha finito per frequentare l'università di Kumamoto vicino alla sua città natale. La sua presentazione a Weekly Shōnen Jump ha attirato l'attenzione del curatore editoriale Taizo Nakamura e, all'età di 20 anni, Inoue ha abbandonato l'istituto per trasferirsi a Tokyo e intraprendere la carriera di mangaka.

### Carriera
Inizia la sua carriera come assistente di Tsukasa Hōjō nel 1988. Nello stesso anno avviene Il suo debutto nel mondo delle riviste manga, con la pubblicazione della storia breve Kaede Purple (楓パープル?, Kaede Pāpuru) sulla rivista Shōnen Jump, con il quale vinse il 35º Premio Tezuka (dedicato a Osamu Tezuka). Il protagonista, un giovane ragazzo di nome Kaede Rukawa, sarà poi tra i protagonisti di Slam Dunk. Il suo primo vero manga pubblicato in monografico è Chameleon Jail, uscito nel 1989 in quello stesso anno.
Il suo maggior successo che gli ha dato la fama internazionale è Slam Dunk, un manga incentrato sulle vicende di una squadra di pallacanestro liceale, mescolando azione e humor. La serie, serializzata originariamente dal 1991 al 1996 su Weekly Shōnen Jump e con 170 milioni di copie vendute in tutto il mondo, nel 1995 ha ricevuto il 40º Premio Shōgakukan per i manga per i manga shōnen e nel 2007 è stato dichiarato il manga preferito del Giappone. Slam Dunk è stato adattato in una serie televisiva anime di 101 episodi e quattro film. La popolarità del manga ha portato a un aumento di interesse per il basket tra i giovani giapponesi, spingendo Inoue e Shūeisha a creare il programma Slam Dunk Scholarship nel 2006 e Inoue ha ricevuto elogi dall'associazione giapponese di pallacanestro per aver contribuito a rendere tale sport popolare nel Paese. Il manga è stata la prima opera di Inoue ad essere pubblicata in Italia, in 62 numeri usciti dall'ottobre 1997 al giugno 2000 dalla Panini Comics. L'opera ha avuto un enorme successo, tanto da meritare una seconda edizione, in 31 volumi (i tankōbon originali) usciti tra il novembre 2001 e il maggio 2004.
Il lavoro successivo è Buzzer Beater (1996), un'opera apparsa sul sito ufficiale dell'autore a colori, in quattro lingue, giapponese, inglese, cinese e coreano, e poi pubblicato in 4 volumi cartacei. Anche in questo caso il tema è il basket, però questa volta le avventure narrate riguardano un torneo intergalattico a cui partecipa una squadra di abitanti della Terra. Il titolo è un termine statunitense che indica, in gergo, un canestro segnato allo scadere del tempo. La serie è stata trasposta in una serie anime di 13 episodi nel 2005. Nel 2007 è stata prodotta una seconda stagione di 13 episodi. Entrambe le stagioni sono state animate da TMS Entertainment.
Al momento Inoue ha due serie in corso di pubblicazione: Vagabond e Real. Il primo è ispirato a Musashi di Eiji Yoshikawa, e narra, romanzandola, la vita di quest'ultimo ed il suo cammino da ragazzo di campagna a maestro di spada. Per quest'opera ha vinto l'Premio culturale Osamu Tezuka nel 2002 insieme al collega Kentarō Miura.
Il secondo, Real, riporta l'autore al mondo del basket, ma in questo caso il contesto è molto diverso dalle spensierate opere precedenti: si parla infatti di basket in carrozzina, ed in realtà l'ambientazione sportiva passa in secondo piano rispetto all'aspetto emotivo ed umano della vicenda. La serie ha ricevuto un Excellence Award al Japan Media Arts Festival del 2001.
Entrambi i manga sono tra i più pubblicati in Giappone, e sono stati editi anche in Italia, sempre dalla Panini Comics, rispettivamente a partire dal 2000 e dal 2004.
Inoue ha anche curato il character design per il videogioco di ruolo per Xbox 360 Lost Odyssey sulla base del materiale fornito da Hironobu Sakaguchi. Lo stesso Sakaguchi ha cercato Inoue per il suo talento nel rappresentare "le persone" e per la sua capacità di "illustrare le emozioni interne di un personaggio" poiché l'obiettivo del videogioco era quello di spiegare le persone.
Nel 2022 scrive e dirige The First Slam Dunk, film ispirato alla sua celebre serie manga Slam Dunk.

## Opere

### Serie
- Chameleon Jail (1989)
- Slam Dunk (1990-1996)
- Buzzer Beater (1996-1998)
- Vagabond (1998-2015, in pausa)
- Piercing (ピアス?, Piasu) (1998)
- Real (1999-in corso)
- Adidas Manga Fever (アディダス マンガフィーバー?, Adidasu Manga Fībā) (2002)

### One-shot
- Kaede Purple (楓パープル?, Kaede Pāpuru) (1988)
- Akagasuki (1990)
- Baby Face (1992)
- Hang Time (1993)

### Artbook
- Water (2006)
- Sumi (墨?) (2006)
- Manga ga hajimaru (漫画がはじまる?) (2008)
- Slam Dunk 10 Days After (2009)
- Kuhaku (空白?) (2012)
- The first Slam Dunk re:source (2023)

### Film
- The First Slam Dunk (2022)